# Eric Wiebes
Eric Wiebes, né le 12 mars 1963 à Delft, est un homme politique néerlandais. Membre du Parti populaire pour la liberté et la démocratie (VVD), il est ministre des Affaires économiques et du Climat du 26 octobre 2017 au 15 janvier 2021 dans le troisième cabinet de Mark Rutte.

## Biographie

### Jeunesse et études
Wiebes grandit à Muiderberg et est diplômé en ingénierie par l'université de technologie de Delft (1986) puis en administration des affaires par l'Institut européen d'administration des affaires à Fontainebleau (1991). Il rejoint le Parti populaire pour la liberté et la démocratie (VVD) en 1983.

### Carrière privée
Wiebes travaille notamment pour Shell et McKinsey & Company avant de devenir haut fonctionnaire au ministère des Affaires économiques en 2004. En 2007, il devient secrétaire général du ministère.

### Engagement politique

#### Échevin à Amsterdam

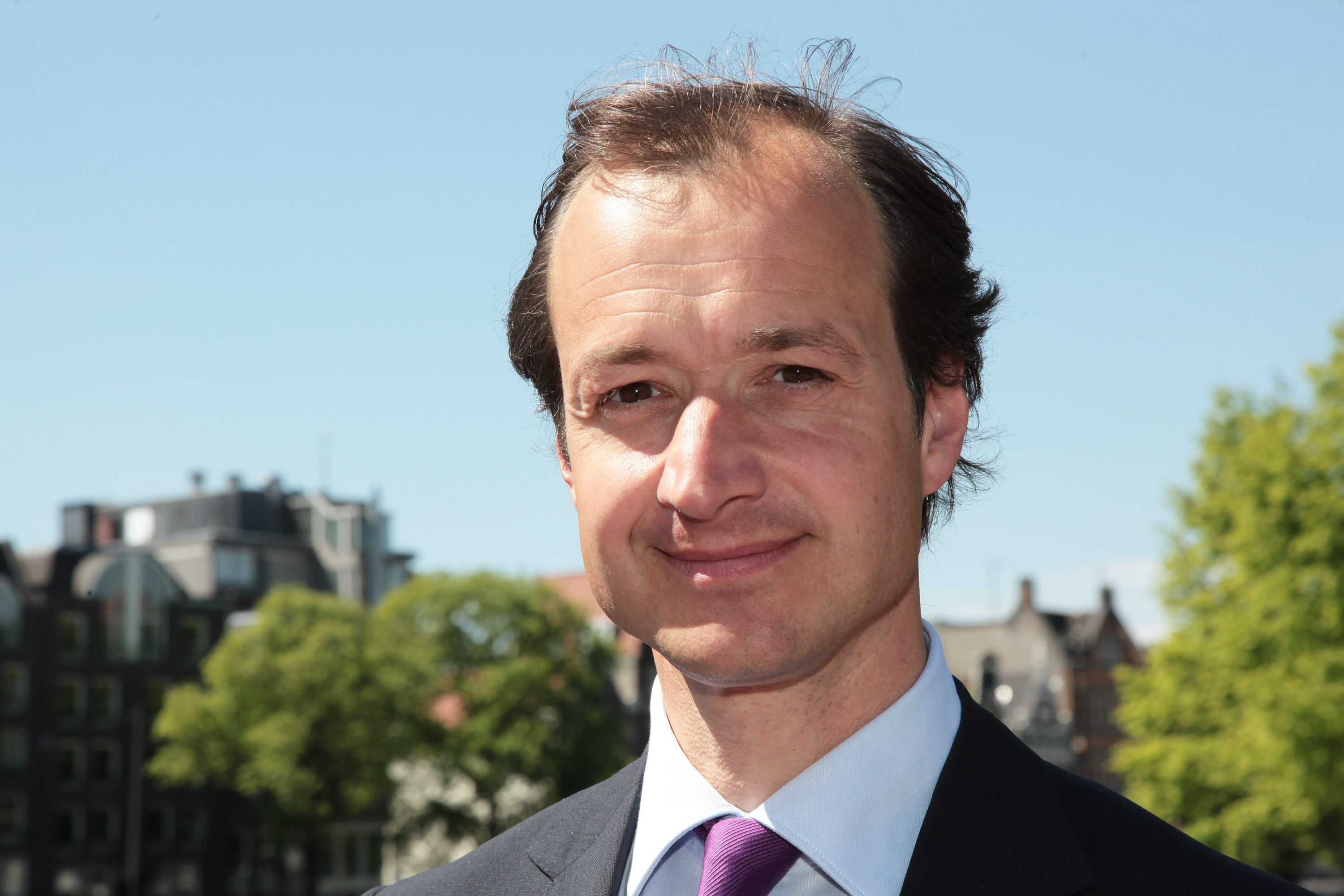
Eric Wiebes en 2010.

Eric Wiebes est nommé échevin à Amsterdam suivant les élections municipales de 2010 au nom du VVD. Son portefeuille, qui couvre l'infrastructure et les transports, comprend notamment les technologies de la communication et de l'information de la commune, la qualité de l'air, les taxis, ainsi que de la construction de la ligne 52 du métro d'Amsterdam.

#### Secrétaire d'État aux Finances

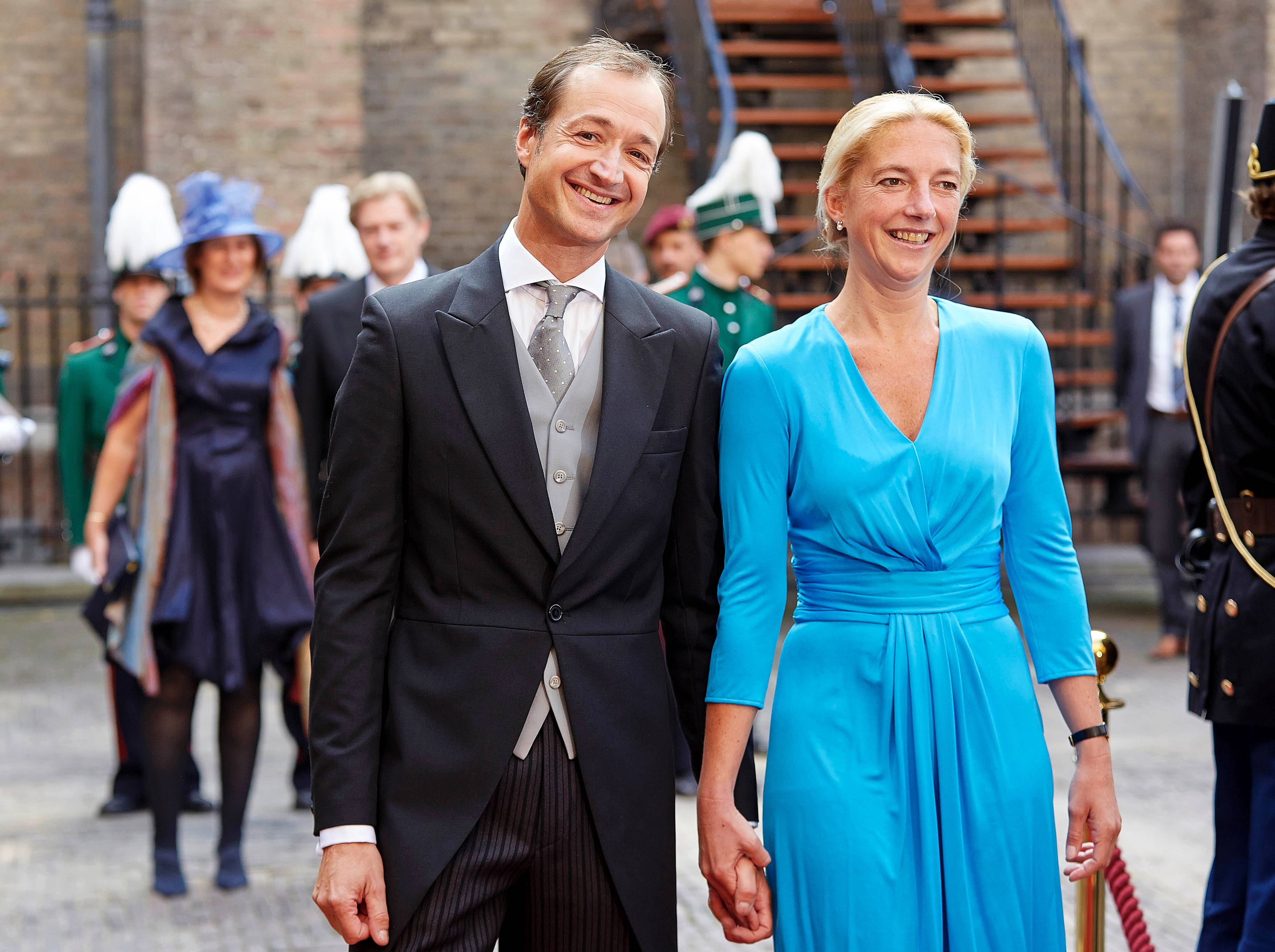
Wiebes et sa femme au Prinsjesdag de 2014.

En 2014, Wiebes remplace le démissionnaire Frans Weekers comme secrétaire d'État au ministère des Finances. À ce poste, il traite des questions relatives au service des impôts.

#### Ministre des Affaires économiques et du Climat
Eric Wiebes est nommé ministre des Affaires économiques et du Climat en 2017 en remplacement de Henk Kamp, qui se retire de la vie politique. Il est favorable à la suppression de l'impôt sur les dividendes voulue par son Premier ministre Mark Rutte, à hauteur de 15 % pour les entreprises implantées aux Pays-Bas, afin de pouvoir garantir une meilleure compétitivité au pays. Les critiques du projet le considèrent comme un « cadeau aux multinationales » et rappellent que cette mesure priverait les Pays-Bas de 1,4 milliard d'euros chaque année. Seulement 16 % des Néerlandais sont favorables à la suppression de la taxe. Rutte, pour sa part, estime que si les Pays-Bas ne parviennent pas à supprimer la taxe, ils « finiront comme la Belgique », c'est-à-dire que le pays observera le départ d'un grand nombre d'entreprises de son territoire,. Le 16 octobre 2018, le gouvernement néerlandais abandonne le projet après que l'entreprise multinationale Unilever annonce publiquement qu'elle renonce à s'installer à Rotterdam malgré sa volonté affichée des mois auparavant saluée par Wiebes,.
Le 29 mars 2018, Mark Rutte annonce son objectif de baisse de la production de gaz naturel à Groningue à 12 milliards de mètres cubes d'ici 2022 et un arrêt complet dans la décennie 2020. Eric Wiebes explique que cet objectif s'inscrit dans une logique sécuritaire, alors que de nombreux séismes surviennent à cause des poches de vide souterraines créées par l'extraction du gaz. Le 18 mai 2018, Wiebes annonce également l'intention du gouvernement de fermer toutes les centrales à charbon d'ici 2030, dont les deux plus anciennes d'ici 2025.
Le 15 janvier 2021, Eric Wiebes démissionne de ses fonctions et se retire de la vie politique, alors que le gouvernement remet sa démission collective au roi Guillaume-Alexandre après un scandale issu d'accusations lancées par le service des impôts à l'encontre de parents recevant des allocations sociales : en effet, le service des impôts désigne ces derniers comme fraudeurs à tort, ce qui les force à rembourser des sommes pourtant dûment perçues. Plusieurs ministres, dont lui-même, étaient accusés dans un rapport parlementaire d'avoir eu connaissance du scandale tout en choisissant de ne rien faire. Le Het Parool écrit alors : « Eric Wiebes ne restera pas dans les annales comme le ministre le plus empathique. Il est avant tout un résolveur de problèmes, friand de questions complexes. Cependant, l'affaire des allocations était [devenue] trop compliquée ». Cora van Nieuwenhuizen assure un court intérim avant la nomination de Bas van 't Wout pour lui succéder, le roi demandant au cabinet de gérer les affaires courantes dans l'attente des élections législatives.